# ريتشارد مارتن (سياسي)
ريتشارد مارتن (بالإنجليزية: Richard Martin)‏ هو مدافع عن حقوق الحيوان ‏ وسياسي بريطاني وأيرلندي (وحمل سابقاً جنسية المملكة المتحدة لبريطانيا العظمى وأيرلندا ومملكة بريطانيا العظمى)، ولد في 1 فبراير 1754 في دبلن في جمهورية أيرلندا، وتوفي في 6 يناير 1834 في بولوني سور مير في فرنسا. انتخب عضو مجلس النواب في برلمان أيرلندا وانتخب نائب في البرلمان ‏ عن دائرة County Galway (UK Parliament constituency) ‏ (1801 – 1812).